# Antonio Berini
Antonio Berini (Roma, 1770 – Milano, 1861) è stato un incisore italiano; si distinse nell'arte della glittica e fu incisore di pietre dure e cammei.

## Biografia
Fu allievo di Giovanni Pichler e giunse a Milano all'inizio dell'Ottocento attirato dal dinamico ambiente sociale, culturale ed economico della città lombarda e dal mecenatismo di Giovanni Battista Sommariva che gli commissionò moltissimi lavori.
L'attività milanese del Berini fu proficua e importante anche se la maggior parte delle sue opere sono andate disperse o si conoscono solo attraverso i calchi in gesso o scagliola sicuramente a lui attribuibili e dal catalogo della vendita all'asta a Parigi nel 1839 dei beni di Luigi Sommariva, figlio di Giovanni Battista.
Di questo periodo è noto un singolare episodio che lo vide imprigionato, durante l'incoronazione di Napoleone a Re d’Italia il 26 maggio 1805 nel Duomo di Milano, perché, già sospetto repubblicano, avendo eseguito per tale occasione un cammeo in sardonica con il ritratto di Napoleone su commissione dell'Arcivescovo di Milano, la pietra adoperata risultò avere una venatura rossiccia all'altezza dell'augusto collo e quindi fu ritenuto intenzionalmente di cattivo augurio e prova dei sospetti.. Non si hanno altre notizie sulla sua vita e sulla sua famiglia.
Morì novantunenne nel 1861 a Milano.

## Opere originali
- 1805 ritratto di Napoleone Bonaparte cammeo in sardonica conservato presso il  British Museum di  Londra
- ....... ritratto di Napoleone Bonaparte cammeo conservato presso il Cabinets de medailles et antiques de la Biblioteca nazionale di Francia a Parigi
- 1820 busto di G.B. Sommariva cammeo onice bicolore conservato presso le Civiche Raccolte d'Arte Applicata del Castello Sforzesco di Milano
- Ercole cammeo montato in oro con 33 brillanti

## Calchi
- 19 calchi nel Medagliere delle Civiche Raccolte Numismatiche del Castello Sforzesco  di Milano[2]
- 8 calchi nell'Istituto Archeologico Germanico a Roma[2]